# Juan José Villegas
Juan José Villegas Gómez (Cóbreces, Cantabria, 1815 - ¿?, 1890) fue un militar español.

## Biografía
Ingresó a los 18 años en el ejército como cadete, a los 22 años consiguió el rango de capitán en el ejército carlista, pero al año siguiente se pasó al ejército isabelino como soldado raso. Sucesivamente fue escalando rangos dentro del escalafón militar: teniente de milicia (1838), capitán de milicias provinciales (1839), comandante de milicias (1840), mariscal de campo (1872), capitán general de Andalucía (1873), capitán general de Burgos (1874) y teniente general (1875). Por sus acciones militares se le concedió la Gran Cruz de San Fernando en tres ocasiones, también se le distinguió con la Gran Cruz del Mérito Militar.

## Hoja de servicios
| Año  | Empleo                           |
| ---- | -------------------------------- |
| 1833 | Cadete                           |
| 1837 | Capitán                          |
| 1838 | Soldado raso                     |
| 1838 | Teniente de milicia              |
| 1839 | Capitán de milicias provinciales |
| 1840 | Comandante de milicias           |
| 1872 | Mariscal de campo                |
| 1873 | Capitán general de Andalucía     |
| 1874 | Capitán general de Burgos        |
| 1875 | Teniente general                 |

## Condecoraciones
- 1839 - Gran Cruz de San Fernando por la toma del Puente Uraya en Ampuero.
- 1839 - Gran Cruz de San Fernando por la acción de Cedanón.
- 1840 - Gran Cruz de San Fernando por la toma de Morella.
- 1868 - Gran Cruz del Mérito Militar por la defensa de Santander.